# 6e Infanteriedivisie (Australië)

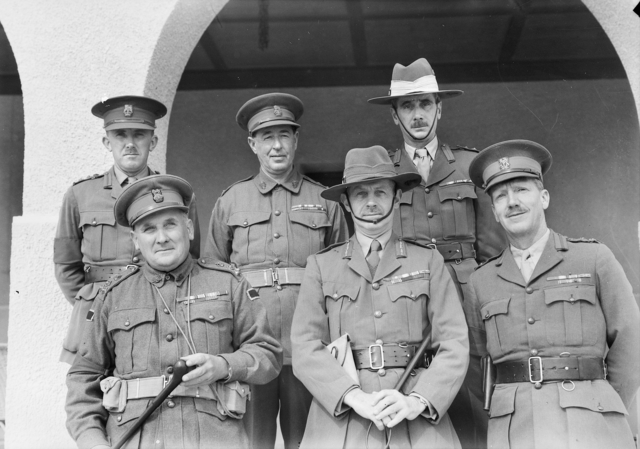
De commandant van de 6e Infanteriedivisie in 1940

De Australische 6e Infanteriedivisie (Engels: 6th Division) was een infanteriedivisie van het Australische leger gedurende de Tweede Wereldoorlog. 

## Geschiedenis
De 6e Divisie werd in september 1939 opgericht. De divisie bestond oorspronkelijk uit de 16e, 17e en 18e Brigades. In 1940 werd de 18e Brigade overgeheveld naar de 7e Divisie en vervangen door de 19e Brigade. De 6e Divisie werd begin 1940 naar Palestina gestuurd.   
Eind 1940 werd de 6e Divisie naar Noord-Afrika gezonden, waar ze betrokken waren bij Operatie Compass. Begin 1941 werd de 6e Divisie uit Noord-Afrika teruggetrokken en naar Griekenland gezonden. Begin april 1941 arriveerde de divisie in Griekenland, waar de divisie betrokken was bij de verdediging van Griekenland tegen de Duitsers. Een deel van de 6e Divisie was betrokken bij de Slag om Kreta. 
Na de Slag om Griekenland werd de 6e Divisie naar Ceylon gezonden om het eiland te verdedigen tegen de Japanners. Eind 1942 werd de 6e Divisie naar Nieuw-Guinea gezonden. Tijdens de Campagne op Nieuw-Guinea (1942-1945) was de 6e Divisie betrokken bij de Kokoda Track Campagne, de Slag om Buna-Gona, de Salamaua–Lae Campagne, Operatie Cartwheel en de Aitape-Wewak Campagne. De 6e Divisie bleef tot de Japanse capitulatie in augustus 1945 betrokken bij gevechten op Nieuw-Guinea.
In december 1946 werd de 6e Divisie ontbonden.

## Eenheden
De structuur van de 6e Divisie was als volgt:
Infanterie-eenheden
- 16e Australische Infanteriebrigade, New South Wales
  - 2/1e Australische Infanteriebataljon
  - 2/2e Australische Infanteriebataljon
  - 2/3e Australische Infanteriebataljon
  - 2/4e Australische Infanteriebataljon (naar 19e Brigade in 1940)

- 17e Australische Infanteriebrigade, Victoria
  - 2/5e Australische Infanteriebataljon
  - 2/6e Australische Infanteriebataljon
  - 2/7e Australische Infanteriebataljon
  - 2/8e Australische Infanteriebataljon (naar 19e Brigade in 1940)

- 18e Australische Infanteriebrigade(naar 7e Divisie in 1940)

- 19e Australische Infanteriebrigade (gevormd uit andere 6e Div. brigades, 1940)
  - 2/4e Australische Infanteriebataljon, New South Wales
  - 2/8e Australische Infanteriebataljon, Victoria
  - 2/11e Australische Infanteriebataljon, Western Australia

- Artillerieregimenten
  - 2/1st Field Regiment, Royal Australian Artillery (RAA), New South Wales
  - 2/2nd Field Regiment, (RAA), Victoria
  - 2/3rd Field Regiment, (RAA), New South Wales, Northern Territory, South Australia and Western Australia
  - 2/5th Field Regiment, (RAA), Queensland and Tasmania. (werd 2/1st Anti-Tank Regiment, 1940).

- Andere eenheden
  - 2/1st Australian Machine-Gun Regiment
  - 2/1st Australian Pioneer Battalion
  - 6th Australian Divisional Cavalry
  - Genie-eenheden 
    - 2/1st Field Company, Royal Australian Engineers (RAE), New South Wales.
    - 2/2nd Field Company, (RAE), Victoria.
    - 2/3rd Field Company, (RAE), South Australia, Tasmania and Western Australia.
    - 2/1st Field Park Company, (RAE), Queensland.

## Bevelhebbers
- Luitenant-generaal Thomas Blamey (13 oktober 1939 – 3 april 1940)
- Generaal-majoor Iven Giffard Mackay (4 april 1940 – 13 augustus 1941)
- Generaal-majoor Edmund Herring (14 augustus 1941 – 30 april 1942)
- Generaal-majoor Allan Boase (1 mei 1942 – 13 september 1942)
- Generaal-majoor George Alan Vasey (14 september 1942 – 14 maart 1943)
- Generaal-majoor Jack Stevens (15 maart 1943 – 26 juli 1945)
- Generaal-majoor Horace Robertson (26 juli 1945 – 30 november 1945).